# Marian Smoluchowski
Marian Smoluchowski (conocido en alemán como Marian Ritter von Smolan Smoluchowski; Mödling, 28 de mayo de 1872 – Cracovia, 5 de septiembre de 1917) fue un científico polaco, nacido en el Imperio austrohúngaro. Pionero en la física estadística, también fue un apasionado alpinista.

## Biografía
Nacido en el seno de una familia de clase alta en Vorder-Brühl, cerca de Viena, Smoluchowski estudió física en la universidad de Viena. Sus maestros incluyeron a Franz S. Exner y Joseph Stefan. Ludwig Boltzmann era docente en la Universidad de Munich durante los estudios de Smoluchowski. Regresó en 1894 a Viena, cuando Smoluchowski estaba sirviendo en el ejército austríaco. Aunque no habían mantenido contacto directo, el trabajo de Smoluchowski seguía las ideas tradicionales de Boltzmann.
Después de muchos años ampliando estudios en varias universidades, en 1899 comenzó a trabajar en la Universidad de Lwów. Fue presidente de Sociedad Copernicana Polaca de Naturalistas de 1906 a 1907. En 1913 se trasladó a Cracovia para hacerse cargo de la cátedra del Departamento de Física Experimental de la Universidad Jagellónica, sucediendo a August Witkowski, quien había designado a Smoluchowski para este puesto mucho tiempo antes. Cuando estalló la Primera Guerra Mundial, las condiciones de trabajo se fueron volviendo excepcionalmente difíciles, y el gran y moderno edificio del Departamento de Física, construido anteriormente por Witkowski, se convirtió en un hospital militar. La posibilidad de trabajar en ese edificio era una de las razones por las que Smoluchowski había decidido mudarse a Cracovia, pero finalmente se vio forzado a trabajar en el departamento del desaparecido profesor Karol Olszewski.
Disertó sobre física experimental, y entre sus estudiantes figuraron Józef Patkowski, Stanislaw Loria y Waclaw Dziewulski. 
En sus intereses no profesionales se incluían el esquí, el montañismo en los Alpes y las Montañas Tatra, la pintura a la acuarela y el piano.
Marian Smoluchowski murió en Cracovia en 1917, víctima de una epidemia de disentería. El Profesor Wladyslaw Natanson Smoluchowski escribió en su obituario: "Con gran placer me gustaría revivir el encanto de su vida, caballeresca la suavidad de su corazón, combinado con una exquisita amabilidad. Ojalá pudiera reconstruir el extraño atractivo de su personalidad, recuerdo cuan comedido era, modesto y muy tímido, pero siempre lleno de alegría espontánea."
Fue miembro de la Sociedad Copernicana Polaca de Naturalistas y de la Academia Polaca de las Ciencias y Letras. En 1901 se casó con Zofia Baraniecka, quien lo sobrevivió. Tuvieron dos hijos, Aldona Smoluchowska y Roman Smoluchowski. Roman fue un notable físico, trabajó en Polonia y después de la Segunda Guerra Mundial se estableció en Estados Unidos (en el Instituto de Estudios Avanzados de Princeton).

## Trabajo
La producción científica de Smoluchowski incluyó una labor fundamental sobre la teoría cinética de la materia. En 1904 fue el primero que observó la existencia de fluctuaciones de densidad en la fase gaseosa y en 1908 se convirtió en el primer físico en atribuir el fenómeno de la opalescencia crítica a grandes fluctuaciones de densidad. En sus investigaciones también se dedicó a analizar el color azul del cielo como consecuencia de la dispersión de la luz de las fluctuaciones en la atmósfera, así como a la explicación del movimiento browniano de las partículas. Así mismo, propuso las fórmulas que llevan su nombre.
En 1906, independientemente de Albert Einstein, describió el movimiento browniano. Smoluchowski presentó una ecuación que se convirtió en una base importante para la teoría de procesos estocásticos.
En 1916,  propuso la ecuación de difusión en un campo potencial externo. Esta ecuación lleva su nombre.

## Eponimia
- El cráter lunar Smoluchowski lleva este nombre en su memoria.[3]